# Воинское кладбище № 67 (Ропица-Руска)
 Памятник культуры Малопольского воеводства: регистрационный номер А-566.
Воинское кладбище № 67 — Ропица-Руска (пол. Cmentarz wojenny nr 67 - Ropica Ruska) — воинское кладбище, находящееся в окрестностях села Ропица-Гурна, Горлицкий повят, Малопольское воеводство. Кладбище входит в группу Западногалицийских воинских захоронений времён Первой мировой войны. На кладбище похоронены военнослужащие Австро-венгерской армии, погибшие во время Первой мировой войны в мае 1915 года. Памятник Малопольского воеводства.

## История
Кладбище было построено Департаментом воинских захоронений К. и К. военной комендатуры в Кракове в 1915 году по проекту австрийского архитектора Ганса Майра. На кладбище находится 7 братских и 2 индивидуальных могил, в которых похоронены 83 австрийских солдат чешского происхождения.

## Описание
Кладбище располагается примерно в 100 метрах от дороги Бартне-Ропица. Некрополь огорожен со всех сторон небольшим каменным ограждением. На середине северной стороны кладбища находятся деревянные ворота. Могилы обозначены железными крестами с табличками, на которых указан год захоронения «1915». В середине кладбища на каменном фундаменте располагается памятный бетонный крест.
В конце XX века родственники одного из похороненных Йозефа Прохазки установили надмогильный памятник с оригинальным крестом.

## Источник
- Oktawian Duda: Cmentarze I wojny światowej w Galicji Zachodniej. Warszawa: Ośrodek Ochrony Zabytkowego Krajobrazu, 1995. ISBN 83-85548-33-5.
- Roman Frodyma Galicyjskie Cmentarze wojenne t. I Beskid Niski i Pogórze (Okręgi I—IV), Oficyna Wydawnicza «Rewasz», Pruszków 1998.